# Viadukt v Perninku
Viadukt v Perninku leží na železniční trati Karlovy Vary – Johanngeorgenstadt v těsné blízkosti perninského nádraží. Tvoří jej šest oblouků o rozpětí 2×8 m, 2×10 m a 2×12 m. Je užíván od 15. května 1899, kdy byla zprovozněna celá trať.